# Batalla de San Ignacio de Piaxtla
La Batalla de San Ignacio de Piaxtla fue una acción militar de la Guerra de Independencia de México, efectuada el 8 de enero de 1811, en San Ignacio de Piaxtla, Sinaloa. Los insurgentes comandados por el general José María González Hermosillo fueron derrotados por las fuerzas realistas de Alejo García Conde, quien era entonces el jefe militar de la Intendencia de Sonora.
Las fuerzas realistas dejaron en el campo de batalla alrededor de 500 cuerpos de soldados insurgentes y capturando a muchos otros. 
Las pocas fuerzas insurgentes que lograron escapar se disperon en la serranía, frenando así los realistas todo intento de insurgencia en el noroeste mexicano.